# Александру Богдан-Пітешть
Александру Богдан-Пітешть (рум. Alexandru Bogdan-Pitești; при народженні — Александру Богдан; 13 червня 1870 — 12 травня 1922) — румунський поет-символіст, публіцист, художній і літературний критик. Також відомий як журналіст і лівий політичний агітатор. Заможний землевласник, він займався благодійною діяльністю, ставши відомим меценатом і колекціонером творів мистецтва. Виступав одним з головних румунських пропагандистів сучасного мистецтва, а також спонсором румунського символістського руху. Разом з іншими діячами постімпресіонізму і символістами, Богдан-Пітешть заснував Societatea Ileana, яка стала однією з перших румунських організацій, присвячених просуванню авангарду і незалежного мистецтва. Також відомий своєю дружбою з письменниками Жорісом Карлом Гюїсмансом, Александру Мачедонскі, Тудором Аргезі і Матею Караджале, а також був спонсором багатьох інших діячів культури, зокрема художників Штефана Лук'яна, Константина Артачино і Ніколає Вермонта. На додаток до його літературної і політичної діяльності, Александру Богдан-Пітешть був живописцем і графіком.
Велика частина спірної політичної кар'єри Богдана-Пітешть, у зв'язку з його підтримкою анархізму, була присвячена активізму і підтримці революції. Також цікавився окультизмом і підтримував тісні контакти з Жозефом Пеладаном, проспонсорував його поїздку в Бухарест (1898). Неодноразово заарештовувався владою, в тому числі за підбурювання до заколоту під час виборів 1899 року, а пізніше визнаний винним у шантажі банкіра Арістіда Бланка. Наприкінці свого життя видавав щоденну германофільську газету Seara, а також очолював літературно-політичний гурток, який виступав проти участі Румунії у Першій світовій війні на стороні Антанти. Заарештований в останній раз після закінчення війни, до того часу встиг стати об'єктом суспільної ненависті. Загадки і суперечності в кар'єрі Богдана-Пітешть досі викликають інтерес у багатьох істориків мистецтва і літератури.

## Особисте життя
Александру Богдан-Пітешть був геєм або бісексуалом.